# Vasa brand

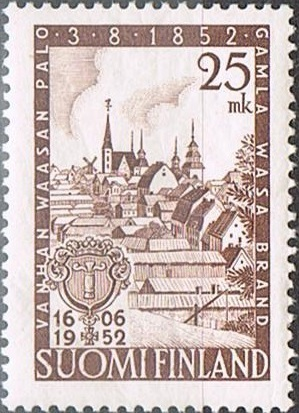
Frimärke till 100-årsminnet av Vasa brand.

Vasa brand den 3 augusti 1852 var en stadsbrand som ödelade Vasa i Finland. Orsaken tros vara att en torpare och gårdfarihandlare från Vörå, som vilade i ett uthus och tappade sin tända pipa i torkad mossa.
När elden var lös spred den sig snabbt i den tätt bebyggda trähusstaden som länge lidit av torka. Branden gjorde över 3 000 personer hemlösa. Fem personer dog i branden och ytterligare en i sviterna av den. 379 hus förstördes i branden. Kvar stod endast 24 byggnader, bland andra hovrätten och Wasastjernas hus.
Mycket skriftligt material med anknytning till stadens historia gick förlorat då trivialskolans bibliotek i det närmaste förstördes och så väl magistratens som länsstyrelsens arkiv brann upp.
Efter branden beslöt man att återuppföra staden närmare havet på Klemetsö udde, 7 kilometer från det gamla Vasa. På grund av landhöjningen hade man redan 1789 flyttat stadens uthamn till Brändö sund. Platsen för den gamla staden är nu stadsdelen Gamla Vasa.